# Boney M.
Boney M. est un groupe de disco et pop, originaire d'Allemagne de l'Ouest. Il est formé et dirigé par le compositeur et producteur allemand Frank Farian. Les quatre membres originels du groupe sont Bobby Farrell, Liz Mitchell, Maizie Williams et Marcia Barrett. Reggie Tsiboe se joint au groupe en 1982, après le départ de Bobby Farell et jusqu'à son retour.
Le groupe compte plus de 50 millions de singles et 60 millions d'albums vendus dans le monde selon le producteur Frank Farian,. Entre 1975 et 1986, Boney M. est certifié 42 fois disque d'or, 50 fois disque de platine et 50 fois disque de diamant[réf. nécessaire].

## Histoire

### Débuts (1974–1975)
En décembre 1974, le chanteur-compositeur allemand Frank Farian (de son vrai nom Franz Reuther), qui travaille pour le label allemand Hansa Records, enregistre en studio, avec des musiciens de séance, Baby Do You Wanna Bump?, dont il fait à la fois la voix grave et les voix de fausset. Mis sur le marché par Farian qui a pris le pseudonyme de Boney M., le titre connaît un grand succès aux Pays-Bas et en Belgique. 
Farian forme alors un groupe à la va-vite pour en assurer la promotion dans les boîtes de nuit et à la télévision : il engage les choristes antillaises Maizie Williams, originaire de l'île de Montserrat, Sheyla Bonnick, chanteuse jamaïcaine, et un danseur du nom de « Mike » (dans les premiers temps).
En 1975, Sheila Bonnick est remplacée par Claudja Barry (qui avait succédé à Donna Summer dans la comédie musicale Hair) et le dénommé Mike par Bobby Farrell, un danseur exotique (néerlandais de nationalité) originaire de l'île d'Aruba dans les Petites Antilles. La chanteuse jamaïcaine Marcia Barrett intègre à son tour le groupe.

### Succès (1976–1979)
En 1976, Liz Mitchell, ancien membre des Humphries Singers, remplace Claudja Barry, lassée de ne faire que de la synchronisation labiale. Le groupe est alors constitué de Liz Mitchell, Maizie Williams, Marcia Barrett et Bobby Farrell. Si officiellement Bobby Farrell est le danseur et chanteur du groupe, la voix rocailleuse est celle de Frank Farian lui-même, modifiée par l'électronique et enregistrée sur bande magnétique. De même, Maizie Williams n'a jamais chanté de toute sa carrière au sein du groupe. La plupart des chansons sont chantées par Liz Mitchell et Frank Farian, Marcia Barrett faisant les chœurs et quelques chansons en solo (notamment Belfast).
L'image de Boney M. a sans doute contribué au succès du groupe, mais c'est surtout la qualité de ses mélodies et des instrumentations très travaillées, jointes aux textes simples et efficaces signés pour la plupart par l'auteur George Reyam (de son vrai nom Hans-Jörg Mayer), qui expliquent le triomphe phénoménal que remporte la formation en Europe avec les titres Daddy Cool (1976), Sunny (1977) ou Ma Baker (1977), ainsi que leur version du classique reggae des Melodians, Rivers of Babylon (1978), troisième meilleure vente de 45 tours de toute l'histoire des classements britanniques.
Après Rasputin (1978) et une reprise du Painter Man de The Creation (1979), le groupe connaît ses derniers tubes disco avec Hooray! Hooray! It's a Holi-Holiday (1979), Gotta go Home (1979) et El Lute (1979).

### Fin et séparation (1980–1986)
L'année 1980 est relativement calme avec la parution de quatre singles : Bahama Mama, My Friend Jack (qui sert de fer de lance à la première compilation du groupe - The Magic of Boney M.), Children of Paradise et Felicidad (qui replace le groupe dans le top 10 de nombreux pays). S'ensuit une tournée en Afrique et l'enregistrement de l'album Boonoonoonoos qui paraîtra à l'automne 1981. En 1982, Bobby Farrell quitte le groupe et est remplacé par Reggie Tsiboe, jusqu'à sa réintégration dans le groupe en 1984.
Les sorties commerciales s'espacent et l'album Ten Thousand Lightyears ne sort qu'en 1984. Le groupe, en perte de vitesse, ne rencontre pas le succès qu'il avait connu au cœur des années disco. Il faut attendre l'enregistrement de Kalimba de Luna en 1984, le tube de Tony Esposito, et de Happy Song pour retrouver le groupe dans les classements européens. En 1985, Boney M. sort son ultime album Eye Dance. L'album sera un échec commercial et après un spectacle célébrant leurs dix ans de carrière et la sortie d'une compilation best of, les membres du groupe se séparent en 1986.
En 1989, alors que Liz, Marcia, Maizie et Bobby sont tous dispersés dans le monde, le groupe originel se reforme et triomphe à nouveau en Europe avec un mégamix (no 1 en France[réf. nécessaire]), suivi du Summer Megamix : il s'agit d'un pot-pourri reprenant tous les tubes dans une nouvelle version. La mode des mégamix sera alors lancée et de nombreux artistes tenteront l'expérience. Ce sera la dernière fois où les quatre membres officiels de Boney M. seront ensemble sur scène.

### Retour (depuis 1992)
De la fin des années 1990 à 2010, chaque membre originel du groupe se produit avec sa propre formation sous le label Boney M.
Alors que le groupe est en tournée en Russie, Bobby Farrell succombe à une maladie cardiaque, le 30 décembre 2010, à l'âge de 61 ans dans un hôtel de Saint-Pétersbourg.
En 2021, la chanson Rasputin fait un tabac sur la plateforme vidéo TikTok. En août 2023, Boney M., dirigé par Liz Mitchell, entame une tournée américaine dans plusieurs villes avec Samantha Fox et Bad Boys Blue, qui s'arrête à Boston, Los Angeles, Chicago, New York et San José. Les spectacles sont organisés par le LA Concert Group, un promoteur basé à Los Angeles.
En janvier 2024, le producteur et principal fondateur du groupe, Frank Farian, décède,. Une tournée d'adieu du groupe est prévue en Australie en juin et juillet 2024,.

## Discographie

### Albums studio
- 1976 : Take the Heat off Me
- 1977 : Love for Sale
- 1978 : Nightflight to Venus
- 1979 : Oceans of Fantasy
- 1981 : Boonoonoonoos
- 1981 : Christmas Album
- 1984 : Ten Thousand Lightyears
- 1985 : Eye Dance